# Dirottamento del volo AZ 871
Il dirottamento del volo AZ 871, operato da Alitalia sulla tratta Algeri-Roma da un Boeing 727 con 101 passeggeri e 8 persone di equipaggio (com.te. pil. Leonardo Sinisi; 1º uff.le pil. Ezio Bertolini), fu un atto di pirateria aerea perpetrato il 25 settembre 1982.

## Storia
Il dirottamento aereo fu attuato da Igor Shkuro, 32 anni, cittadino sovietico di fede ebraica (refusenik), ex marittimo che viveva a Roma dopo essere stato espulso dall'Australia per aver espresso sentimenti contro l'Occidente capitalista nonostante ne avesse acquisito il passaporto.
Nostalgico dell'URSS e desideroso di tornare a Leningrado (che aveva lasciato nel 1977), dopo essere volato da Roma ad Algeri in cerca di un visto per farvi ritorno, viene espulso anche dalle autorità algerine che gli negano tale possibilità, venendo quindi da queste reimbarcato sul volo per Roma.
Shkuro, frustrato dal susseguirsi degli avvenimenti decise quindi di prendere il controllo dell'aereo. Il sequestratore, armato di un lungo coltello, chiese di fare rotta dapprima su Tripoli, in Libia, poi su Malta infine su Mosca ma i piloti, dopo averlo convinto che il carburante stesse finendo, optarono per lo scalo siciliano di Catania; una volta a terra, in un momento di distrazione venne quindi disarmato e immobilizzato dal motorista Donato Longo e arrestato dalle forze dell'ordine.